# Girls, Girls, Girls (sång)
"Girls, Girls, Girls" är en sång av det amerikanska glam metalbandet Mötley Crüe från 1987. Det är den första singeln från albumet med samma namn. Texten skrevs av Nikki Sixx, musiken av Sixx, Vince Neil och Tommy Lee. Det är en av Mötley Crües mest populära låtar. Den nådde en tolfte placering på Billboard Hot 100 och 20:e plats på. Mainstream rock-listan. Den refererar till ett flertal strippklubbar, som, Tropicana, Body Shop (båda vid Sunset Strip i Los Angeles), Marble Arch (Vancouver), Dollhouse (Fort Lauderdale) Crazy Horse i Paris och Tattletales i Atlanta.

## Låtlista

### Sida A
1. "Girls, Girls, Girls" - 4:30

### Sida B
1. "Sumthin' For Nuthin"
2. "Smokin' In The Boys Room (Live)"

## Medverkande
- Vince Neil - sång
- Mick Mars - gitarr
- Nikki Sixx - bas
- Tommy Lee - trummor

### Fotnoter
1. ↑  ”Mötley Crüe  Chart History” (på engelska). Billboard. https://www.billboard.com/artist/motley-crue/. Läst 1 november 2022.
2. ↑  http://www.straight.com/article/know-your-history-the-marble-arch